# Syndalsholmen
Syndalsholmen är en ö i Finland. Den ligger i Finska viken och i kommunen Hangö i den ekonomiska regionen  Raseborg i landskapet Nyland, i den södra delen av landet. Ön ligger omkring 99 kilometer väster om Helsingfors.
Öns area är 2,4 hektar och dess största längd är 350 meter i öst-västlig riktning. Ön höjer sig omkring 10 meter över havsytan. I omgivningarna runt Syndalsholmen växer i huvudsak barrskog.